# Kupa galaxií v Perseovi
Kupa galaxií v Perseovi (také známá jako Abell 426) je kupa galaxií vzdálená přibližně 240 milionů světelných let v souhvězdí Persea. Vzhledem ke Slunci má radiální rychlost 5 336 km/s a úhlový rozměr 863'. Patří do Nadkupy galaxií Perseus–Pisces.
Jde o jeden z nejhmotnějších objektů ve známém vesmíru, který obsahuje tisíce galaxií obklopených ohromným oblakem plynu o teplotě několika milionů stupňů.

## Rentgenové záření z kupy
Během přeletu rakety Aerobee 1. března 1970 byl v souhvězdí Persea objeven zdroj rentgenového záření, který byl označen jako Per XR-1 a později byl přiřazen ke galaxii NGC 1275 (Per A, 3C 84).
Jestliže je tímto zdrojem NGC 1275, pak má výkon Lx ~4 x 1045 ergs/s. Podrobné pozorování satelitem Uhuru potvrdilo předchozí objev a souvislost s touto kupou galaxií.
Per X-1 je kupa galaxií 4U 0316+41 Označovaná jako Perseus cluster, Abell 426 a NGC 1275. Při pozorování v rentgenovém spektru jde o nejjasnější kupu galaxií.
Kupa galaxií obsahuje rádiový zdroj 3C 84, který v současnosti vyhání bubliny relativistického plazmatu směrem k jádru kupy. Tyto bubliny můžeme na rentgenovém snímku vidět jako tmavé skvrny, protože odtlačují plyn, který vyzařuje rentgenové záření. Říká se jim také rádiové bubliny, protože kvůli relativistickým částicím vysílají rádiové vlny. Galaxie NGC 1275 se nachází uprostřed kupy, kde je rentgenové záření nejsilnější.

## Galerie obrázků

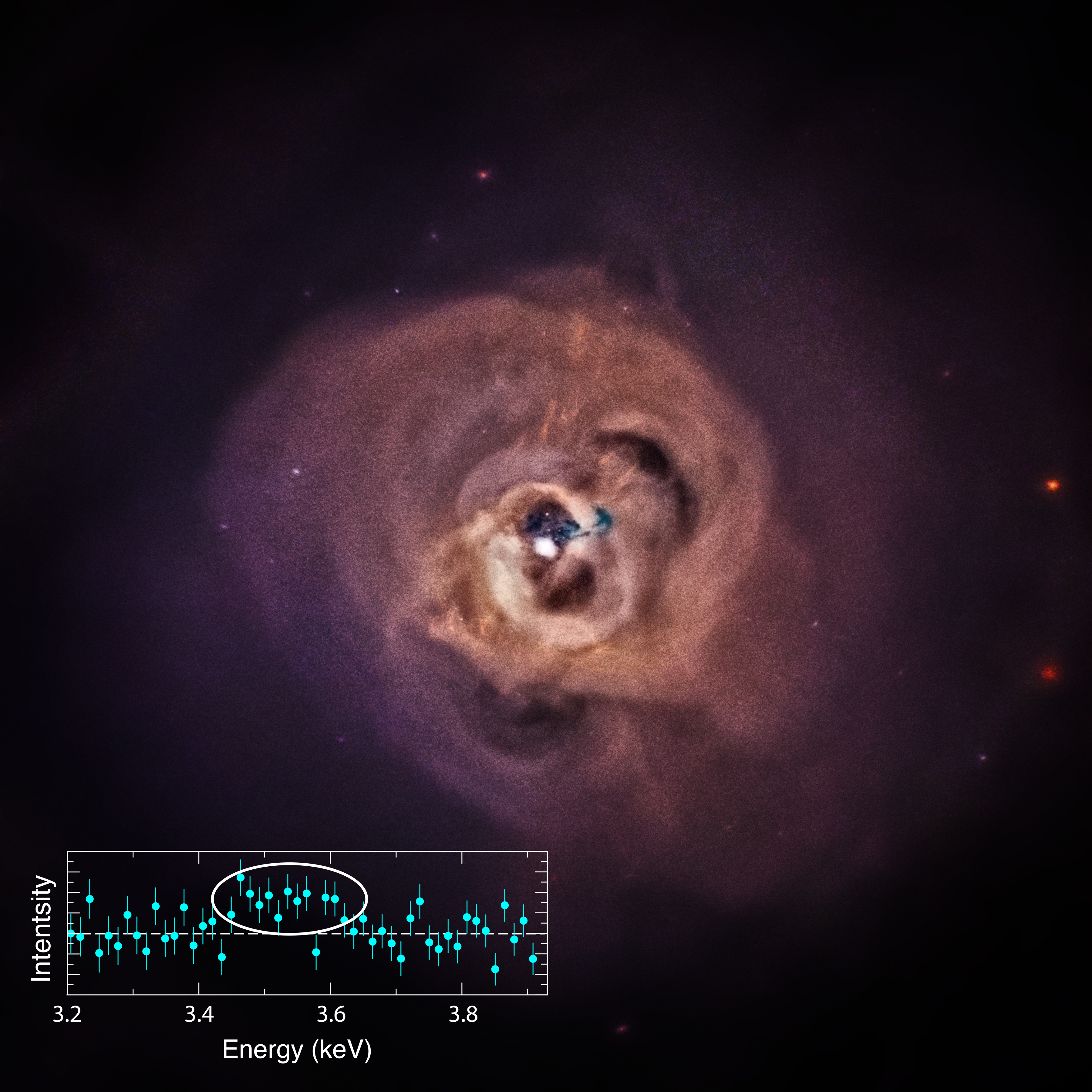
Kupa galaxií v Perseovi na snímku z observatoře Chandra.
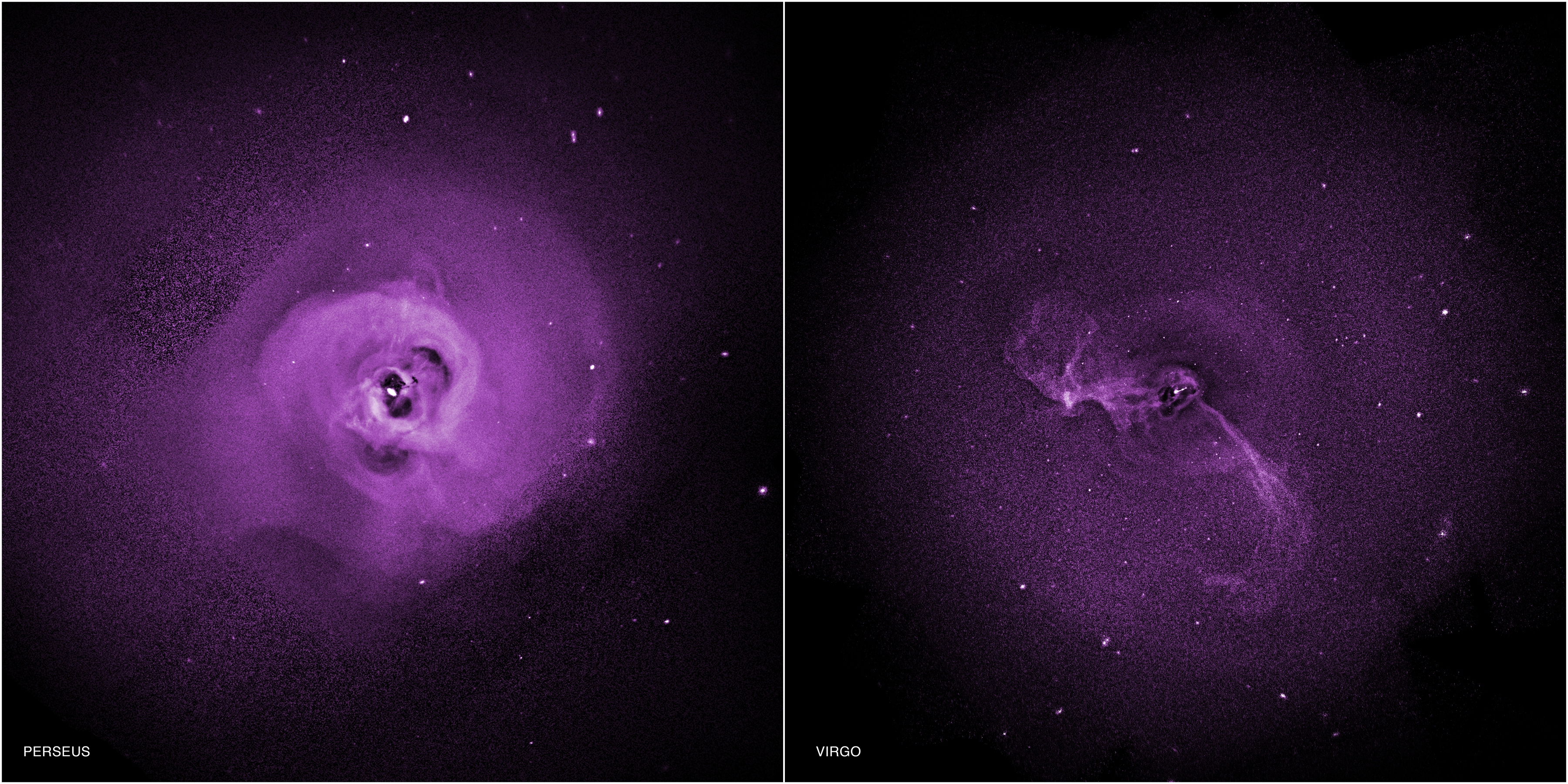
Víry mohou kupě galaxií bránit v ochlazování.